# Deček (bomba)
Mali Deček (angleško Little Boy) je bilo ime atomske bombe, ki so jo Američani 6. avgusta 1945 odvrgli na japonsko mesto Hirošima. To je bila prva uporaba jedrskega orožja v vojni. Uporabljala je t. i. topovski princip, ki je bil enostaven za izdelavo in izredno zanesljiv, zato tega ga pred dejansko uporabo niso preizkusili. Ker pa ta metoda zelo neučinkovito uporablja jedrsko gorivo, je zahtevala uporabo velike količine močno obogatenega urana.
Eksplozivna moč je bila po ocenah približno 14-17 kiloton in je posredno ali neposredno povzročila smrt 140.000 ljudi.

## Načelo delovanja
Topovsko načelo delovanja deluje z izstrelitvijo izstrelka iz močno obogatenega urana v tarčo iz obogatenega urana s podkritično maso. Po združitvi teh dveh delov nastane nadkritična masa, v kateri lahko steče verižna reakcija. 

Bomba Deček je vsebovala kar 64 kg obogatenega urana, ki je bil razdeljen na tarčo, sestavljeno iz diskov,  naloženih drug na drugega, in izstrelek, sestavljen iz prstanov, naloženih drug na drugega. Za pospeševanje izstrelka v tarčo so skrbeli štirje naboji kordita. Tako tarča, kot izstrelek, sta bila obdana z volframovim karbidom, ki je služil kot reflektor nevtronov. Ob tarči so bili nameščeni izvori nevtronov na osnovi berilija in polonija, ki so se aktivirali ob udarcu izstrelka.
V verižni reakciji je sodelovalo le približno 0,7 kg urana, le 1 promil tega urana se je pretvorilo v energijo. Ker je pridobivanje visoko obogatenega urana dolgotrajno in izredno drago, orožje samo pa dimenzijsko precej veliko, je bila uporaba obogatenega urana v jedrskem orožju po izpopolnitvi implozijske metode kmalu opuščena. Edino pri jedrskih topovskih granatah se je izpopolnjeno topovsko načelo uporabljalo še precej časa.
Za vžig bombe so služili električni detonatorji, ki jih je prožila kombinacija barometričnega in radarskega višinomera. Radarski višinomer je sprožil bombo na višini približno 600 m nad tlemi, medtem ko je barometrični višinomer skrbel za zakasnitev delovanja radarskega višinomera do spusta na višino približno 2000 m. Načrtovalce je namreč skrbelo, da bi tuji viri radijskih valov povzročili prehitro proženje bombe.  
Topovsko načelo delovanja je neučinkovito zaradi relativno majhne hitrosti (približno 300 m/s) pri združevanju projektila in tarče. Verižna reakcija steče že pred popolno združitvijo obeh delov, kar povzroči predčasno eksplozijo, preden se verižna reakcija bolj razširi po jedrskem materialu. Iz istega razloga v bombi tega tipa ni možno uporabiti plutonija, pri katerem zaradi prisotnosti majhnih količin izotopa Pu-240 in posledičnega povečanega sevanja nevtronov še hitreje pride do predčasne verižne reakcije.  
Bomba je bila zasnovana tako, da je bila čim manj komplicirana, zaradi česar ni vsebovala posebnih varnostnih mehanizmov, kot jih uporablja moderno jedrsko orožje. Če bi prišlo do nesreče (npr. padec letala ali požar), so bili možni naslednji scenariji:
- Ob padcu letala bi se lahko oba dela urana združila in povzročila verižno reakcijo.
- Požar bi lahko vžgal eksploziv, ki bi lahko povzročil kontaminacijo okolice z uranom, v najslabšem primeru pa tudi jedrsko eksplozijo.
- Padec bombe v vodo bi ob vdoru vode v topovsko cev lahko povzročil verižno reakcijo, ker voda deluje kot moderator. Ravno tako bi lahko prišlo do sklenitve vžigalnega tokokroga zaradi prisotnosti slane vode.

Zaradi teh razlogov je posadka namestila eksplozivni naboj po vzletu letala, električni tokokrog pa je bil sklenjen šele pred dosego cilja, čeprav tudi to ni zagotavljalo varnosti.

## Napake
Ker naj bi bila bomba slabo zaprta, in naj ovoj ne bi bil dovolj trdno narejen, so znanstveniki prišli do sklepa, da je Deček izkoristil 1,4% - 14% rušilne moči, ki bi jo lahko v nasprotnem primeru pokazal.